# تاماروگال
تاماروگال (به اسپانیایی: Provincia del Tamarugal) یک استان در شیلی است که در منطقه تاراپاکا واقع شده‌است. تاماروگال ۳۹٬۳۹۰٫۵ کیلومترمربع مساحت و ۲۰٬۰۵۳ نفر جمعیت دارد.